# Juliette Speranza
Pour les articles homonymes, voir Speranza.
Juliette Speranza est une essayiste, poète et auteure de théâtre française d'origine italienne née à Dijon (Bourgogne). Ancienne enseignante, elle est également doctorante en philosophie et milite pour la neurodiversité.

## Biographie
Juliette Speranza commence très jeune sa formation théâtrale à la maison Jacques-Copeau, à Pernand-Vergelesses et fonde la compagnie Les Compagnons de route.
Elle est autrice de plusieurs pièces de théâtre, dont Les hommes ne veulent plus mourir (mise en scène Hélène Darche), Ils étaient 29000 (mise en scène Sylvie Ottin), Ce que les gens pensent de nous (mise en scène H. Chabalier), Le quart d'heure de Gloire (mise en scène Christophe Allwright).
Elle est professeur des écoles puis enseigne la philosophie au lycée. S'opposant à ce qu'elle appelle la « violence institutionnelle » du système éducatif en France exercée sur les enseignants et les élèves, Juliette Speranza démissionne en 2019 de l'institution. Elle fonde la même année l'association La Neurodiversité-France,,.
En 2020, elle publie L'Échec scolaire n'existe pas ! chez Albin Michel,,,.
En 2022, une première école, utilisant son livre comme modèle, ouvre ses portes à Toulouse.

## Publications
- Caravane, avec Angelo Mercen, L'Harmattan, 2013  (ISBN 9782343003009)
- Elektra la Rienne, L'Harmattan, 2014  (ISBN 9782343030517)
- L'échec scolaire n'existe pas !, éditions Albin Michel, 2020  (ISBN 9782226451125)